# Platypalpus chilensis
Platypalpus chilensis är en tvåvingeart som beskrevs av Philippi 1865. Platypalpus chilensis ingår i släktet Platypalpus och familjen puckeldansflugor. Inga underarter finns listade i Catalogue of Life.